# Elton (Cheshire)
Elton – wieś w Anglii, w hrabstwie ceremonialnym Cheshire, w dystrykcie (unitary authority) Cheshire West and Chester. Leży 11 km na północny wschód od miasta Chester i 269 km na północny zachód od Londynu. W 2001 miejscowość liczyła 3528 mieszkańców.